# Dieter Halbach
Dieter Halbach ist ein ehemaliger deutscher Eisschnellläufer.

## Werdegang
Halbach nahm 1963 an einer Delegation zu den Winterfestspielen der Finnischen Arbeitersportorganisation TUL in Nordfinnland teil.
Er war für die Olympischen Winterspiele 1964 in Innsbruck als Ersatzstarter gemeldet, kam aber nicht zum Einsatz.
Bei DDR-Meisterschaften erreichte er zwischen 1961 und 1965 insgesamt zehn Medaillen, jedoch keinen Meistertitel. Dabei war er vorwiegend auf den längeren Strecken und im Mehrkampf erfolgreich.
Bei den Europameisterschaften im Mehrkampf startete Halbach 1963 bis 1965 und belegte in zeitlicher Reihenfolge die Plätze 32, 28 und 26.